# 莫桑
莫桑（法語：Maussans，法語發音：[mosɑ̃]）是法国上索恩省的一个市镇，属于沃苏勒区。

## 地理
莫桑（47°25'52"N, 6°15'11"E）面积3.92 平方千米，位于法国勃艮第-弗朗什-孔泰大區上索恩省，该省份为法国东部内陆省份，北起顺时针与孚日省、贝尔福地区省、杜省、汝拉省、科多尔省和上马恩省接壤。
与莫桑接壤的市镇（或旧市镇、城区）包括：阿维莱、奥朗、拉里扬和米南、卢朗-韦尔尚、蒙博宗。

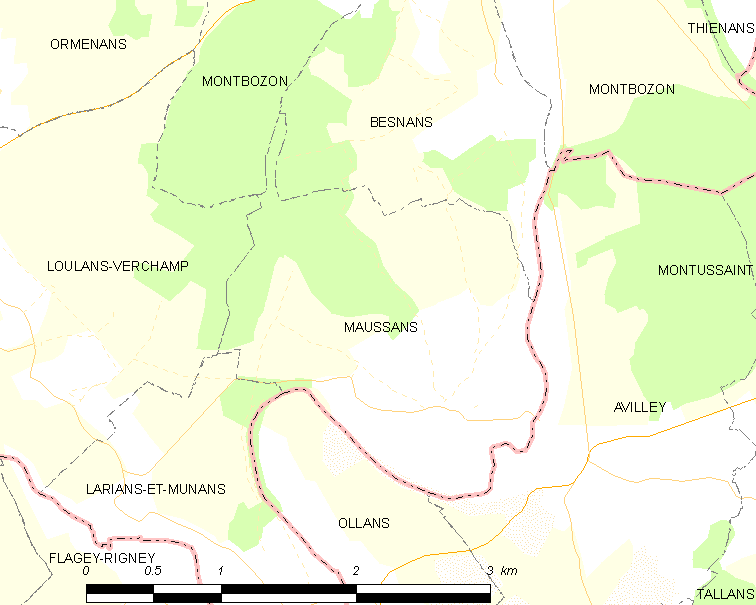
莫桑的OSM定位图

莫桑的时区为UTC+01:00、UTC+02:00（夏令时）。

## 行政
莫桑的邮政编码为70230，INSEE市镇编码为70335。

## 政治
莫桑所属的省级选区为里奥县。

## 人口

1962-2008年间莫桑人口变化图示

莫桑于2022年1月1日时的人口数量为56人。